# 康布雷
康布雷（法語：Cambrai，法語發音：[kɑ̃bʁɛ] ⓘ；又译康布莱）是法国上法兰西大区北部省的一个市镇，位于埃斯科河畔，鲁贝市南部，也是该省的一个副省会，下辖康布雷区，2018年人口32501人。在2016年法国行政区划变动之前，康布雷原属北部-加来海峡大区。
在罗马时代，康布雷地区已有村庄聚落存在，在罗马帝国结束时，康布雷迅速发展，取代了巴韦，成为内尔维的中心城市。此后直到文艺复兴时期的宗教改革，这里都是天主教康布雷总教区的范围。同时，这里还因神圣罗马帝国和法兰西等王国的康布雷同盟战争而闻名。
康布雷是第一次世界大战中康布雷战役的主战场，此战役被认为是一战以来英军对德军最大规模的一次主动打击，也是近代史上第一次大规模集中使用坦克的战役。
中世纪时期，康布雷地区拥有肥沃的土地，纺织业十分发达。但在现代，这里的工业化程度低于北部加来海峡的其他市镇。今日的康布雷是一个充满活力的城市，尽管过去曾遭受破坏，但仍然保留了许多珍贵的历史遗产，是法国的历史文化名城。

## 历史

### 中世纪时期
该镇最早由记载的历史可以追溯到罗马帝国时期，当时该地被表记为“Camaracum”，还是一个小村庄。在法兰克王国的墨洛温王朝时期，它发展成为城镇。
公元843年分割法兰克王国的凡尔登条约将加洛林王朝一分为三，康布雷落入了洛泰尔一世的中法兰克王国。20多年后，洛泰尔二世没有留下子嗣，土地被日耳曼人路易和秃头查理瓜分，康布雷归属西法兰克王国。然而在870年，康布雷遭到了北欧诺曼人的入侵而被摧毁。
之后康布雷地区归入神圣罗马帝国范围，在中世纪一直是法蘭西王國和神圣罗马帝国的争夺焦点。

### 文艺复兴时期

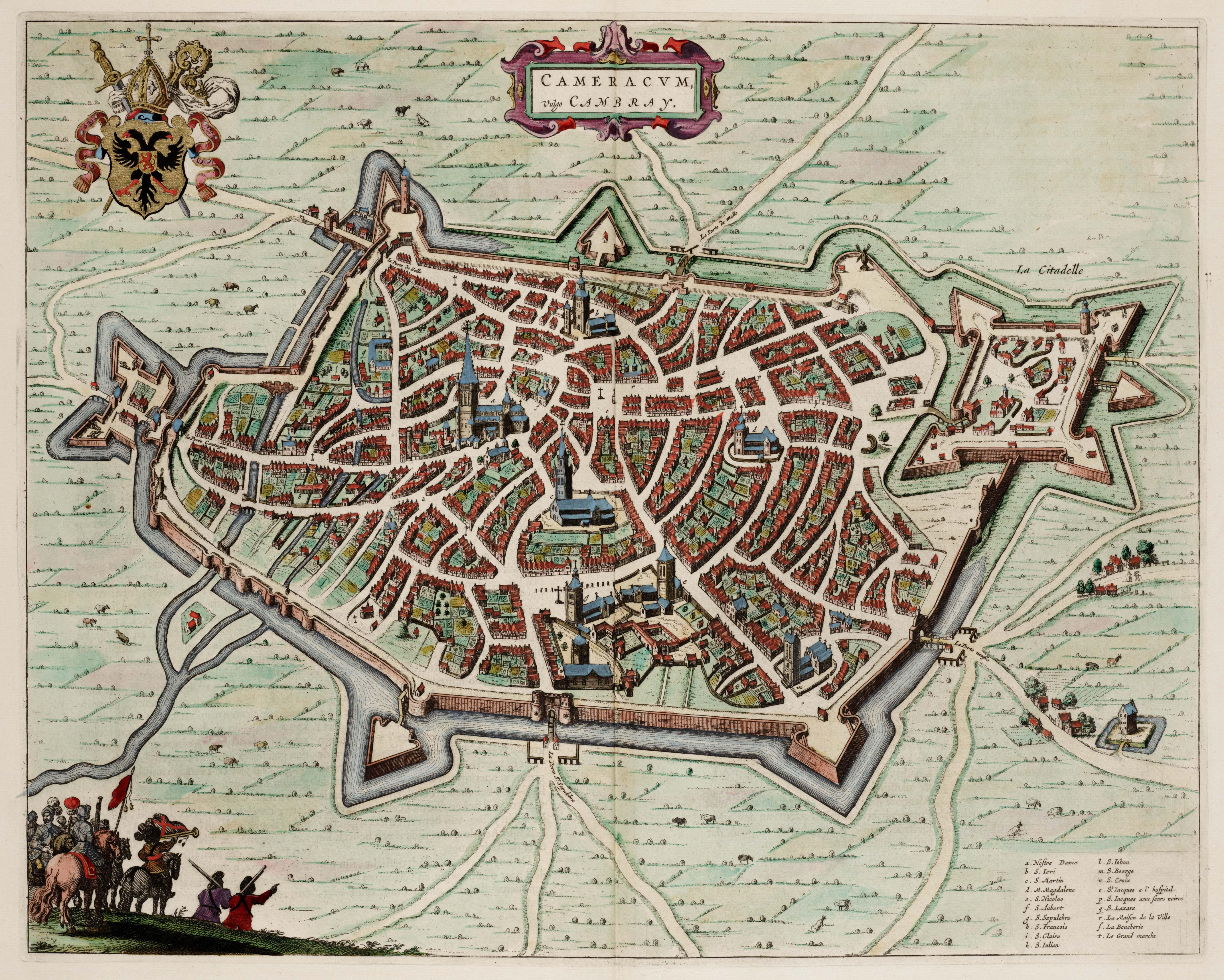
1649年康布雷的地图，描绘了11世纪的城墙

在16世纪的欧洲，康布雷位于法蘭西王國和哈布斯堡君主国的边界，相对中立的地理位置使其成为了重要的国际谈判场所。为了遏制意大利战争中威尼斯在意大利北部的影响力，教宗国的尤利乌斯二世、神圣罗马帝国皇帝马克西米连一世、法兰西国王路易十二和阿拉贡的斐迪南二世于1508年在此地成立康布雷联盟。1510年，教宗国与威尼斯共和国结盟，开始反对前盟友法兰西，康布雷联盟最终解散。这场冲突也被称为康布雷同盟战争，从1508年一直持续到1516年。1529年，神圣罗马帝国皇帝查理五世和法兰西国王弗朗索瓦一世在此签定康布雷条约。此条约暂时地承认了西班牙在意大利的统治地位。
在法荷战争中，该地区被荷兰共和国和西班牙占领。1678年，尼美根条约在尼美根签署，西班牙占领的包括康布雷在内的南尼德兰地区被返还给了法兰西。

### 两次世界大战时期

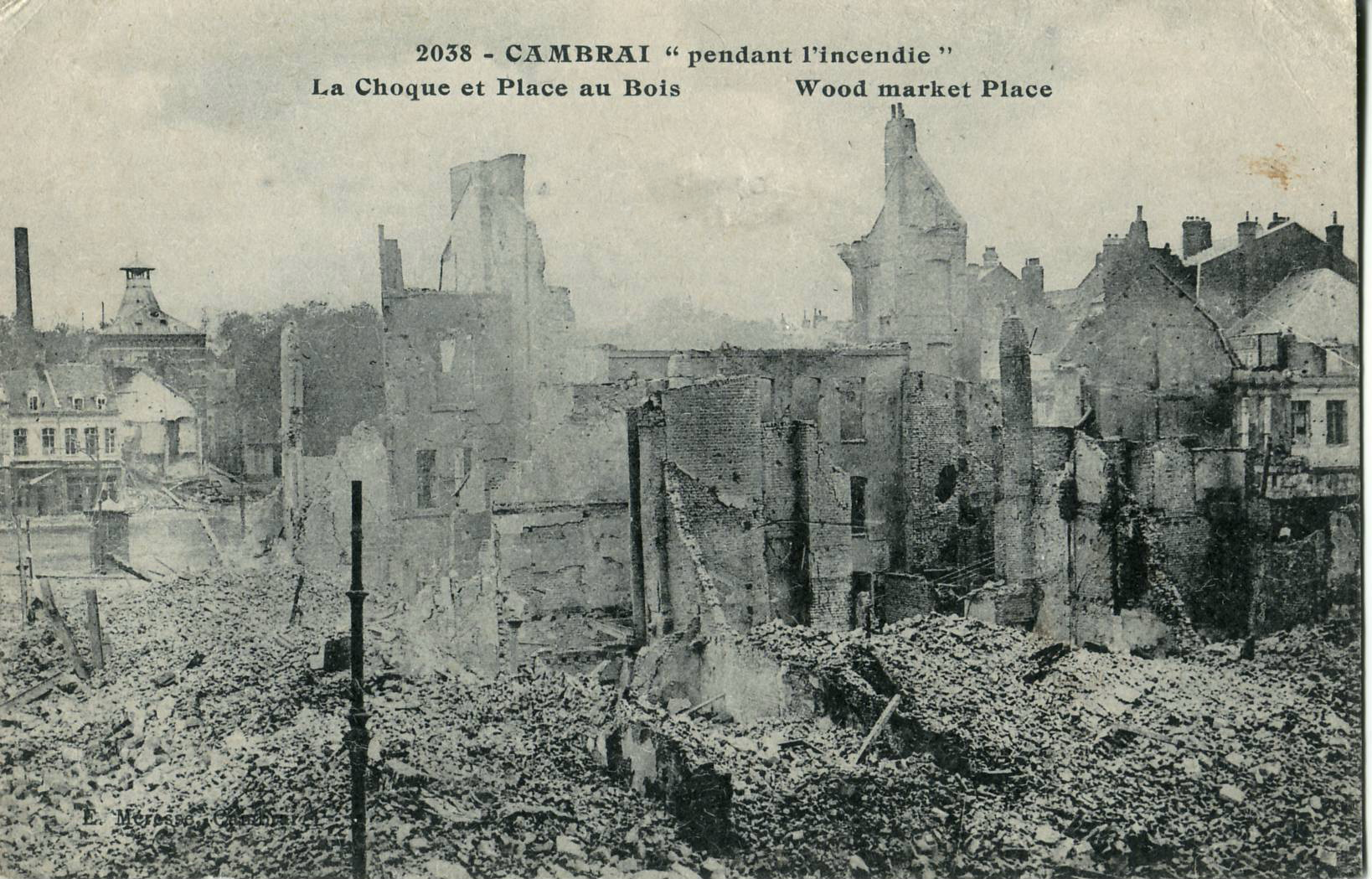
1917年战争中的康布雷

康布雷从1914年开始的第一次世界大战中被德国军队占领，时间一直持续四年。从1917年11月20日到12月17日，康布雷附近是康布雷战役的主战场。英军在这里集中使用大量坦克与德军交战。1918年，德军在离开之前放火烧毁了康布雷市中心，摧毁了包括市政厅在内的3500多座建筑。
在第二次世界大战期间，康布雷也遭受了严重摧残。1940年5月17日，在法国战役期间，这座城市遭到了纳粹德国空军的轰炸。法国第9军队和吉罗将军被德军击败并俘虏。从1944年4月27日至8月18日期间，盟军对德占康布雷进行了18次空袭，造成250余人死亡，对该市超过50％的范围造成影响。

## 政治
康布雷民众对法国总统大选第二轮投票的支持情况：（第二轮投票仅有两位候选人）
| 选举年份 | 胜出者            | 所属政党     | 康布雷% | 法国全国% |
| -------- | ----------------- | ------------ | ------- | --------- |
| 2017年   | 埃马纽埃尔·马克龙 | 共和前進！   | 53.88   | 66.10     |
| 2012年   | 弗朗索瓦·奥朗德   | 社会党       | 50.75   | 51.63     |
| 2007年   | 尼古拉·萨科齐     | 人民運動聯盟 | 54.07   | 53.06     |
| 2002年   | 雅克·希拉克       | RPR          | 78.88   | 82.21     |

## 人口与社会

### 人口变化
康布雷的人口在20世纪前半期受战争影响，人口波动很大，婴儿的死亡率较高。在二战后，人口出现了显著增长，可能与法国的战后整体重建密切相关。而在20世纪70年代之后，康布雷人口开始减少，可能受到石油危机的影响，以及冶金和编织等传统产业的没落，许多居民到外地大城市谋求发展，人口出现大量外迁。
| 康布雷人口变化图    |
|                     |
| 来源：INSEE（法文） |

| 时期            | 1968-1975 | 1975-1982 | 1982-1990 | 1990-1999 | 1999-2007 |
| --------------- | --------- | --------- | --------- | --------- | --------- |
| 人口变化率%     | +0.5      | −1.4      | −0.8      | +0.2      | −0.5      |
| 人口自然增长率% | +1.1      | +0.7      | +0.5      | +0.4      | +0.3      |
| 人口净迁移率%   | −0.6      | −2.1      | −1.3      | −0.2      | −0.8      |

### 就业情况
2006年的数据显示，康布雷从事第三产业者占据总劳动人口的主导地位（超过80％）。这种分布反映了副省会康布雷作为行政与商业中心，在周边市镇中的重要地位。
|          | 农业  | 工业   | 建筑业 | 商业   | 服务业 |
| -------- | ----- | ------ | ------ | ------ | ------ |
| 康布雷   | 1.51% | 13.78% | 5.11%  | 14.95% | 64.66% |
| 法国平均 | 3.48% | 15.40% | 6.45%  | 13.32% | 61.40% |

|          | 农民 | 工匠， 商人 | 行政人员， 知识分子 | 中介  | 雇员  | 工人  |
| -------- | ---- | ----------- | ------------------- | ----- | ----- | ----- |
| 康布雷   | 0.2% | 4.6%        | 11.6%               | 28.0% | 34.3% | 21.4% |
| 法国平均 | 2.1% | 5.9%        | 15.8%               | 24.8% | 28.5% | 22.9% |

### 体育
康布雷是2004年、2010年环法自行车赛第四赛段的起点，2015年环法自行车赛第四赛段的终点。2010年，《队报》评选出了法国五大运动城市，康布雷与洛里昂、科尔马、昂蒂布和塔布位列其中。

## 气候
康布雷在柯本气候分类法中属于海洋性气候（Cfb），春季和秋季降水偏多，最干燥的月份是2月。最近的海岸距离该城约110公里。
| 康布雷-埃皮努瓦1980 - 2010年     | 康布雷-埃皮努瓦1980 - 2010年 | 康布雷-埃皮努瓦1980 - 2010年 | 康布雷-埃皮努瓦1980 - 2010年 | 康布雷-埃皮努瓦1980 - 2010年 | 康布雷-埃皮努瓦1980 - 2010年 | 康布雷-埃皮努瓦1980 - 2010年 | 康布雷-埃皮努瓦1980 - 2010年 | 康布雷-埃皮努瓦1980 - 2010年 | 康布雷-埃皮努瓦1980 - 2010年 | 康布雷-埃皮努瓦1980 - 2010年 | 康布雷-埃皮努瓦1980 - 2010年 | 康布雷-埃皮努瓦1980 - 2010年 | 康布雷-埃皮努瓦1980 - 2010年 |
| 月份                             | 1月                          | 2月                          | 3月                          | 4月                          | 5月                          | 6月                          | 7月                          | 8月                          | 9月                          | 10月                         | 11月                         | 12月                         | 全年                         |
| -------------------------------- | ---------------------------- | ---------------------------- | ---------------------------- | ---------------------------- | ---------------------------- | ---------------------------- | ---------------------------- | ---------------------------- | ---------------------------- | ---------------------------- | ---------------------------- | ---------------------------- | ---------------------------- |
| 平均高温 °C（°F）                | 6 (42)                       | 7 (44)                       | 11 (51)                      | 14 (57)                      | 18 (64)                      | 21 (69)                      | 23 (73)                      | 23 (73)                      | 19 (67)                      | 14 (58)                      | 9 (48)                       | 5 (41)                       | 11 (52)                      |
| 日均气温 °C（°F）                | 2.5 (36.5)                   | 3.3 (37.9)                   | 5.8 (42.4)                   | 8.6 (47.5)                   | 12.4 (54.3)                  | 15.3 (59.5)                  | 17.3 (63.1)                  | 17.3 (63.1)                  | 14.8 (58.6)                  | 11.1 (52.0)                  | 6.0 (42.8)                   | 3.4 (38.1)                   | 9.8 (49.6)                   |
| 平均低温 °C（°F）                | 0 (32)                       | 0 (32)                       | 2 (36)                       | 4 (40)                       | 8 (46)                       | 11 (51)                      | 13 (55)                      | 13 (55)                      | 11 (51)                      | 7 (44)                       | 3 (38)                       | 1 (33)                       | 6 (43)                       |
| 平均降水量 mm（）                | 46 (1.8)                     | 41 (1.6)                     | 53 (2.1)                     | 48 (1.9)                     | 46 (1.8)                     | 71 (2.8)                     | 74 (2.9)                     | 66 (2.6)                     | 56 (2.2)                     | 71 (2.8)                     | 61 (2.4)                     | 66 (2.6)                     | 690 (27.3)                   |
| 来源1：Weatherbase               |                              |                              |                              |                              |                              |                              |                              |                              |                              |                              |                              |                              |                              |
| 来源2：Infoclimat Cambrai-Épinoy |                              |                              |                              |                              |                              |                              |                              |                              |                              |                              |                              |                              |                              |

年均降水变化图

## 交通

### 外部交通

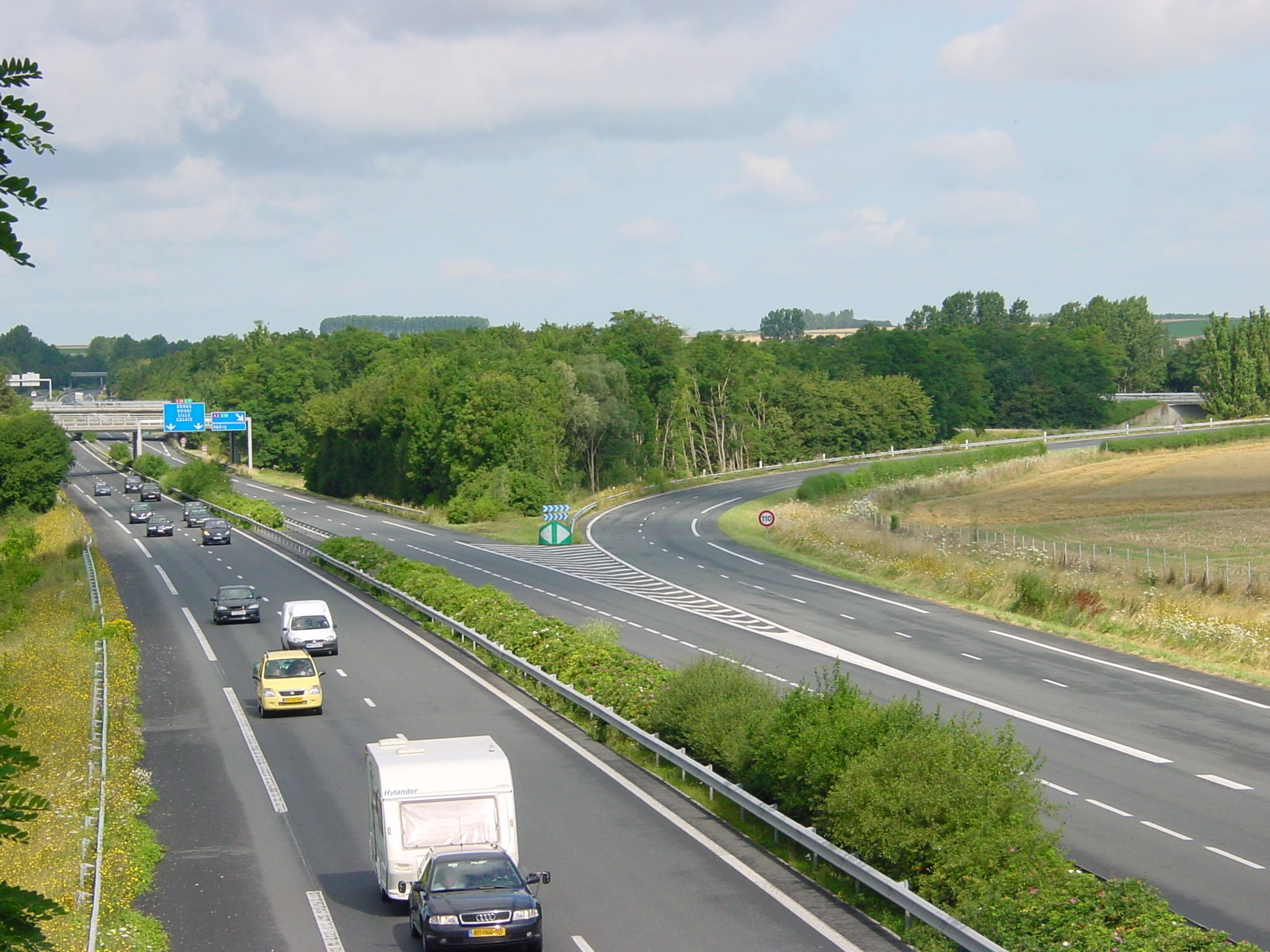
A26公路

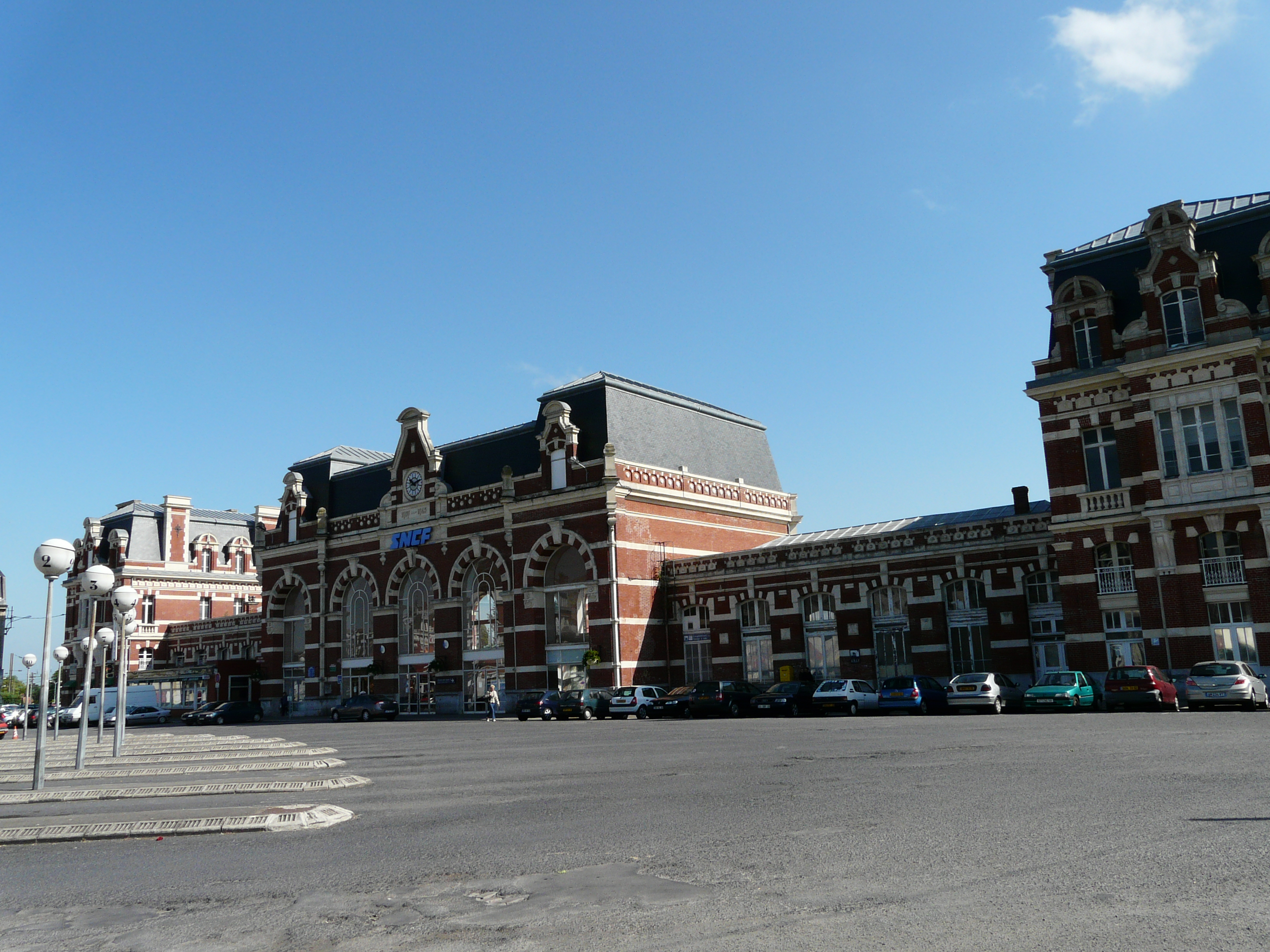
康布雷站

康布雷镇位于上法兰西大区北端，距离诺尔省省会里尔52公里，副省会杜埃仅24公里，瓦朗谢讷29公里，距离加来海峡省省会阿拉斯36公里。康布雷距离一些欧洲国家的首都不是很远，其中距离布鲁塞尔108公里，距巴黎160公里，距伦敦280公里。
有两条国家高速公路经过康布雷，它们是A1高速公路和A26高速公路。为缓解城郊交通，南环线和北环线公路在2011年前后投入使用。
早在1833年，市议会就提议建设通过康布雷的客运铁路线。然而一条通过阿拉斯和杜埃连接到里尔的路线被最终采纳。几经周折，直到1878年，连接康布雷和杜埃的铁路才最终完成。现在的康布雷城站提供开往瓦朗谢讷、里尔、圣康坦及杜埃等地的列车。乘坐火车从康布雷到达杜埃仅需约30分钟，到瓦朗谢讷需要约40分钟，到达圣康坦需要约50分钟。
距离康布雷最近的机场是涅尔尼附近的康布雷-涅尔尼机场，在康布雷东南约5公里处。同时，在该市附近还有5大机场：距离60公里的里尔机场，距离114公里的沙勒罗瓦机场，距离148公里的布鲁塞尔机场，距离151公里的博韋-蒂耶機場以及距离152公里的巴黎夏尔·戴高乐机场。

### 市内公共交通
1897年，该市计划建设有轨电车线路。这在当时是非常新的技术，因为1881年才首次出现电力牵引交通技术，1895年被应用于巴黎地区。1903年，康布雷的第一条有轨电车线路正式投入运营。该线路全长16公里，共有5段。由于一战及之后的经济危机，该线路最终被废弃。
康布雷市区有数条公交线路。自2013年1月7日起，康布雷的17个公交站台有免费班车停靠。

## 名人

#### 出生

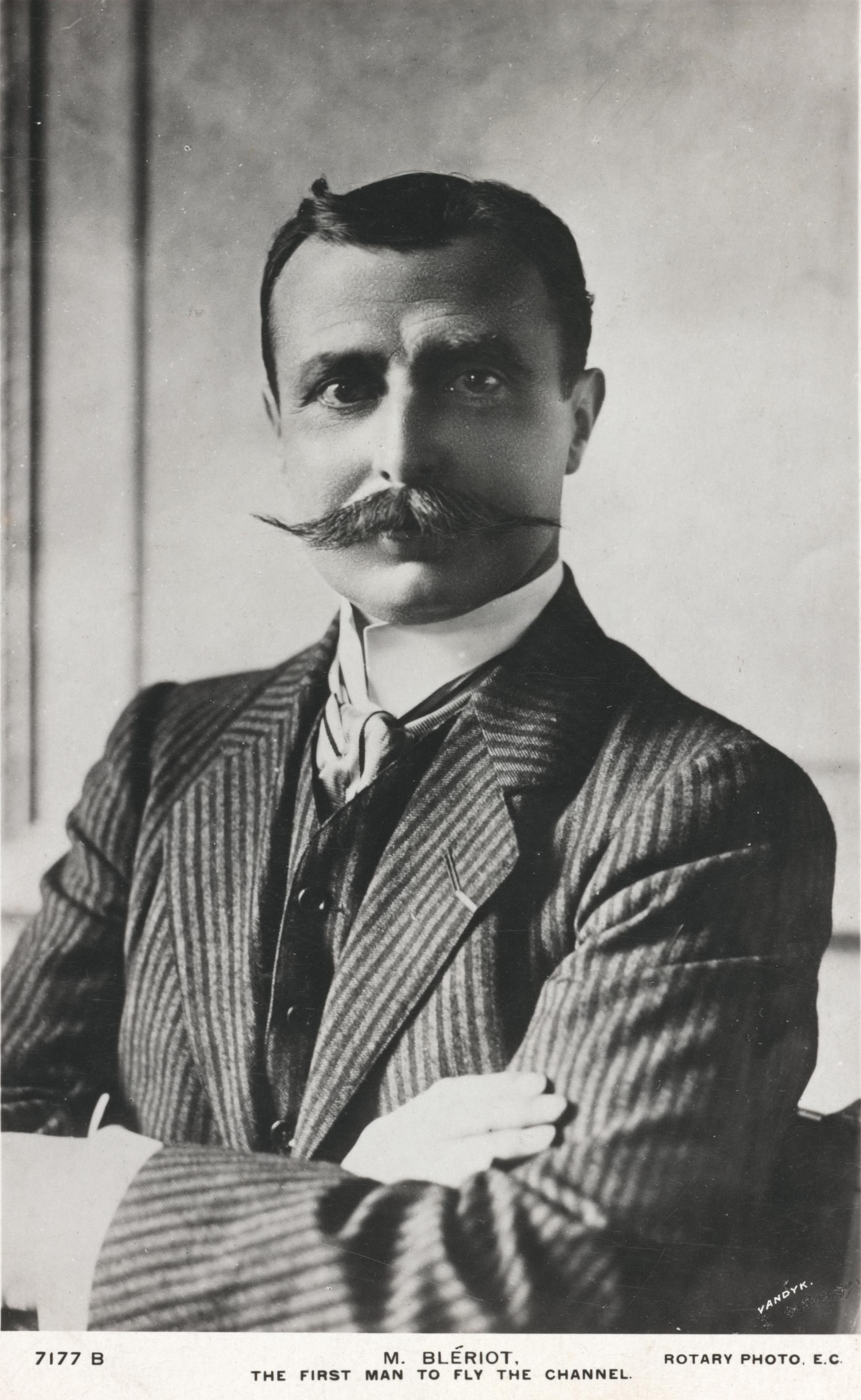
路易·布莱里奥

- 路易·布莱里奥（1872–1936）：发明家、工程师、飞行家[44]
- 亨利·德吕巴克（英语：Henri de Lubac）（1896–1991）：神学家
- 夏尔·弗朗索瓦·迪穆里埃（1739–1823）：将军，政治家[45]

#### 逝世
- 纪尧姆·迪费（约1400–1471）：作曲家[46]
- 弗朗索瓦·芬乃伦（约1651–1715）：天主教神学家、诗人和作家，康布雷教区主教长[47]

## 友好城市
康布雷的友好城市如下：（括号内为起始年份）
- 匈牙利 埃斯泰尔戈姆 （1991）
- 英格兰 肯特郡 格雷文森德 （1989）[49]
- 美国 路易斯安那州 霍马 （1986）
- 加拿大 魁北克省 沙托盖 (魁北克省)（英语：沙托盖） （1980）
- 德国 坎普-林特福特 （1970）

## 图集
与康布雷市有关的四张邮票得到发行：
- 1947年7月10日，纪念康布雷主教长弗朗索瓦·芬乃伦的邮票，面值为4.50法郎。[50]
- 1972年2月19日，纪念路易·布莱里奥的邮票，出生在康布雷，面值0.50法郎（附加费：法国红十字会0.10法郎）。[51]
- 1977年5月14日，纪念1677年康布雷重归法兰西的邮票，面值为0.80法郎。[52]
- 2009年7月25日，纪念路易·布莱里奥飞越英吉利海峡的邮票，面值为2.00欧元。[53]

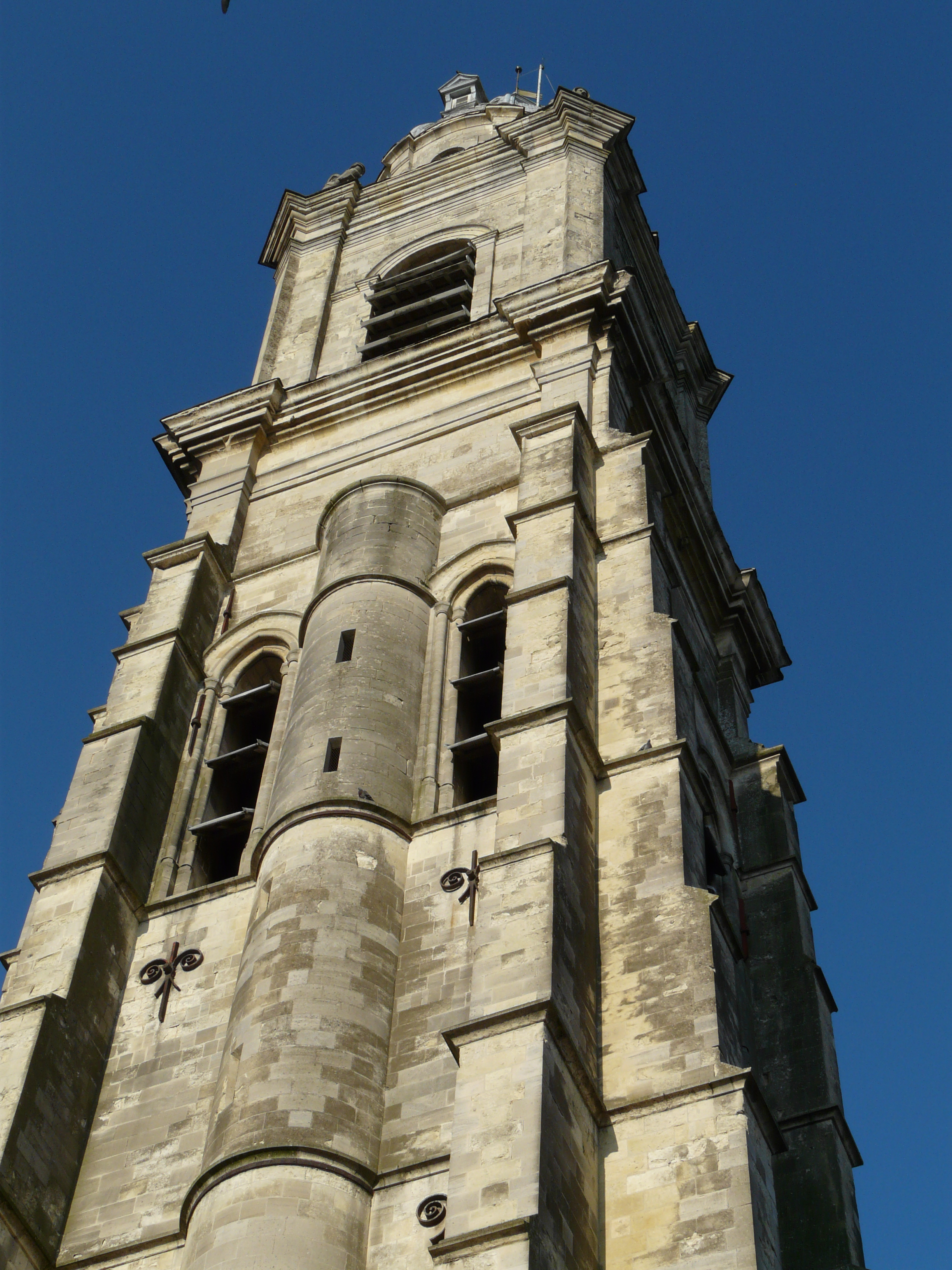
教堂钟楼
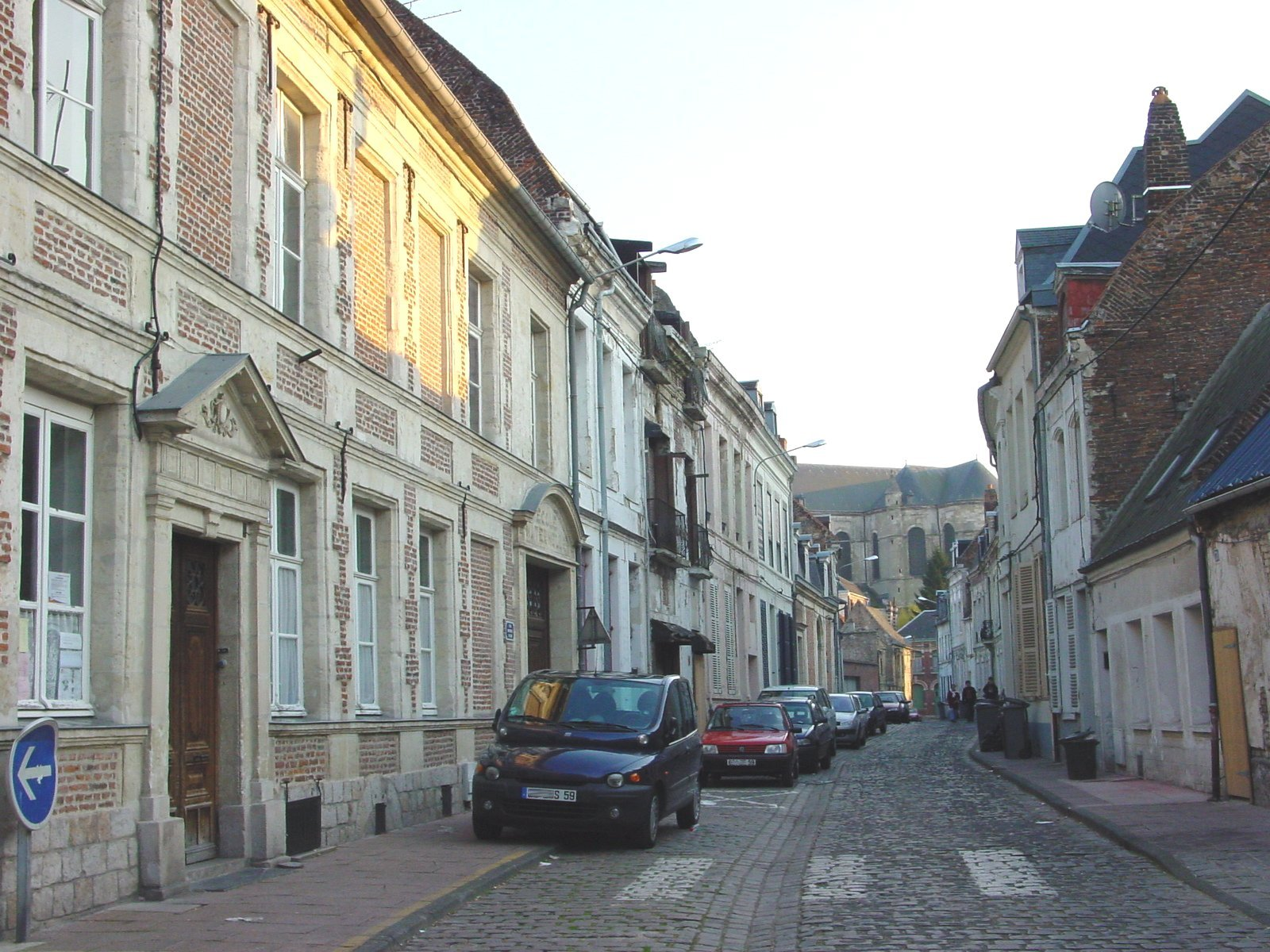
市区一角
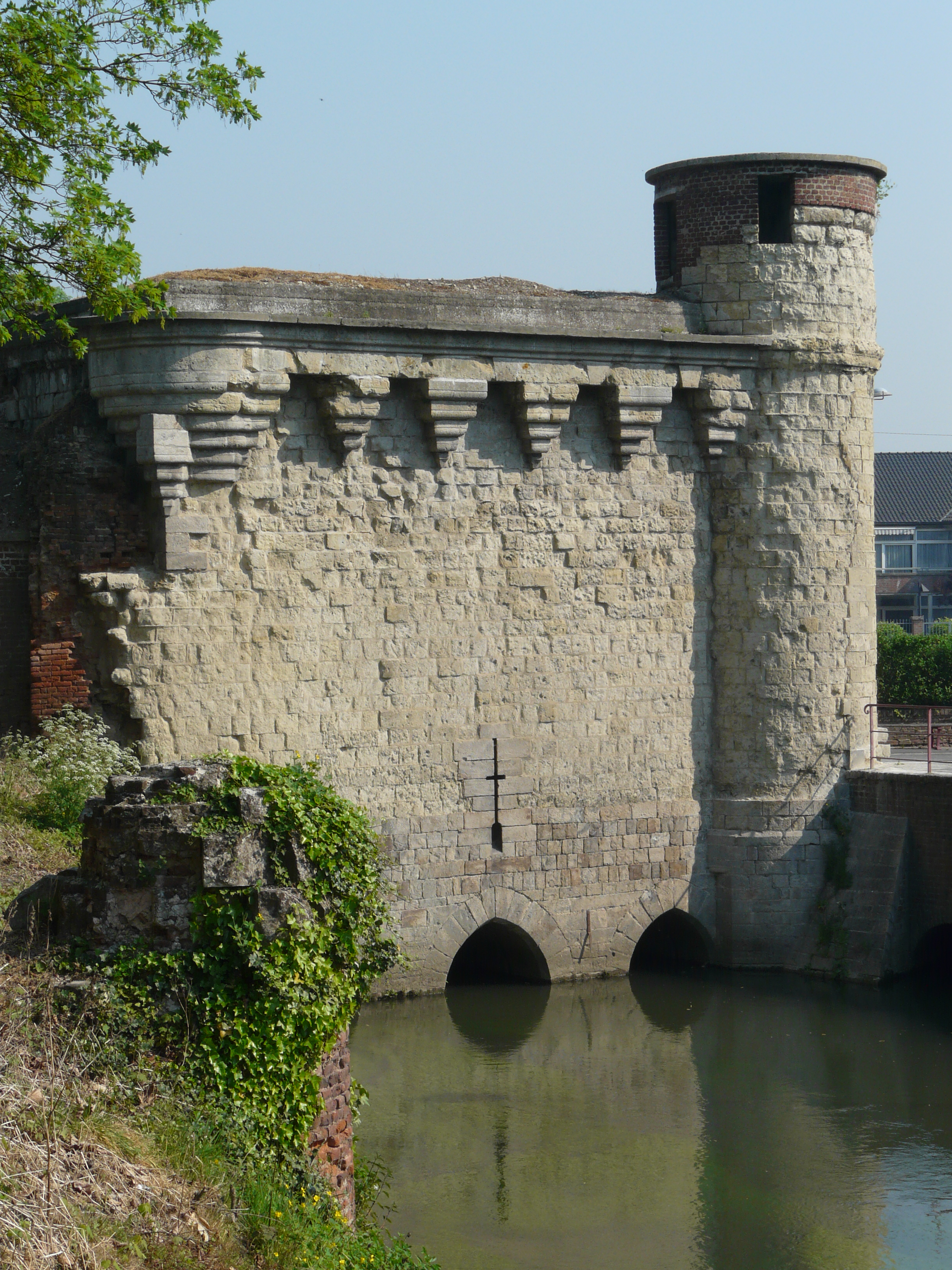
古城墙遗迹
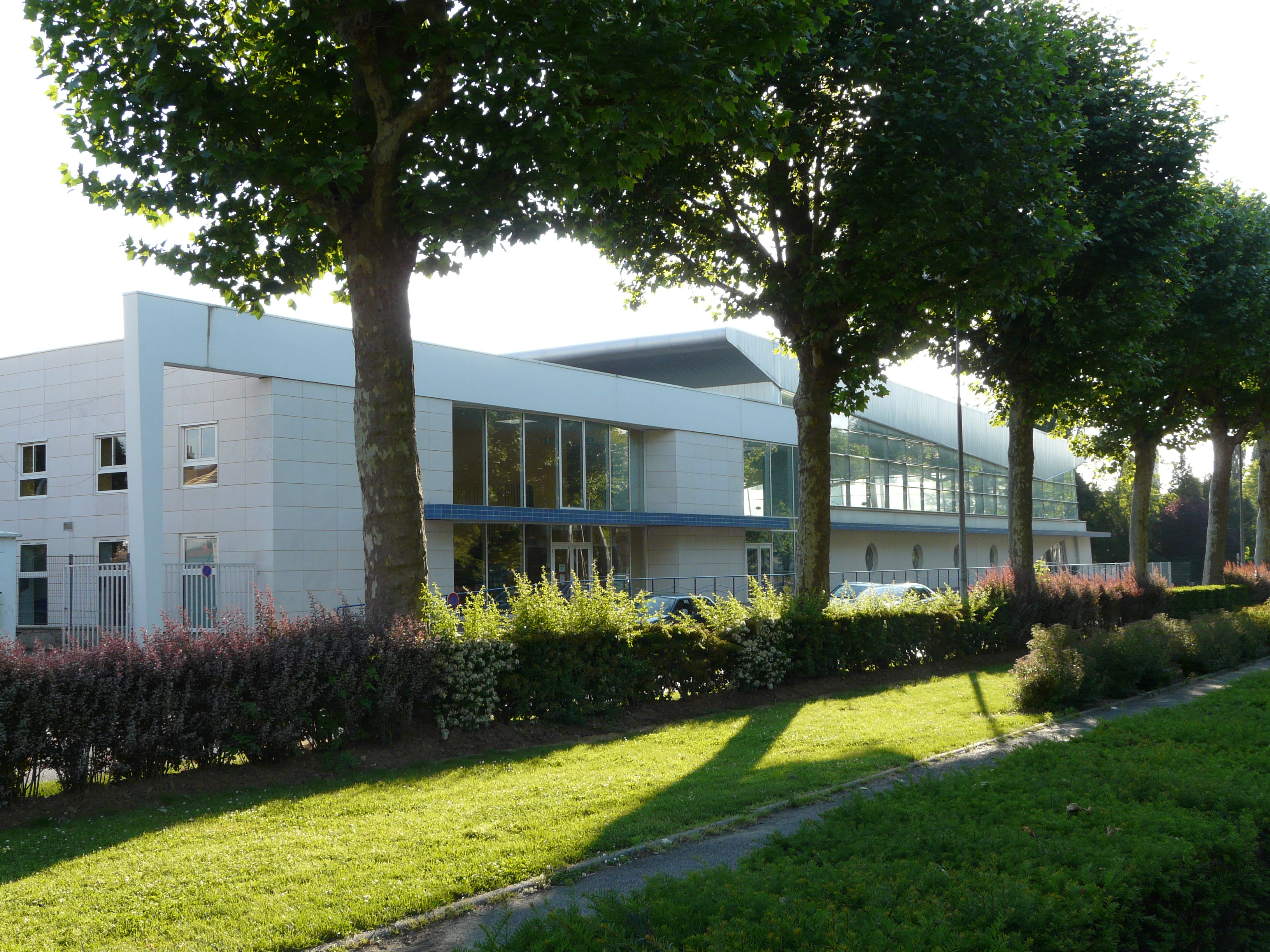
一游泳中心
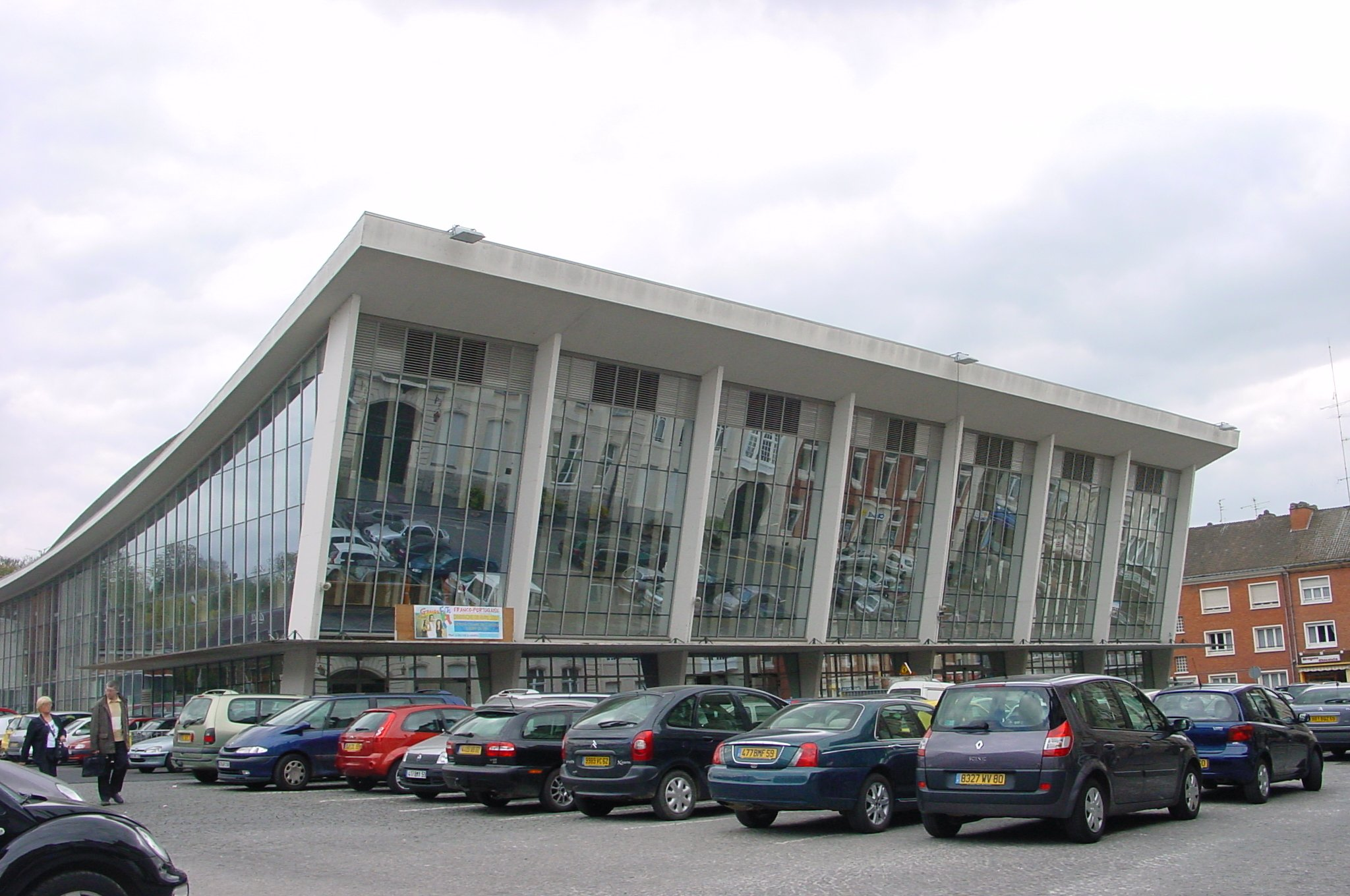
超市
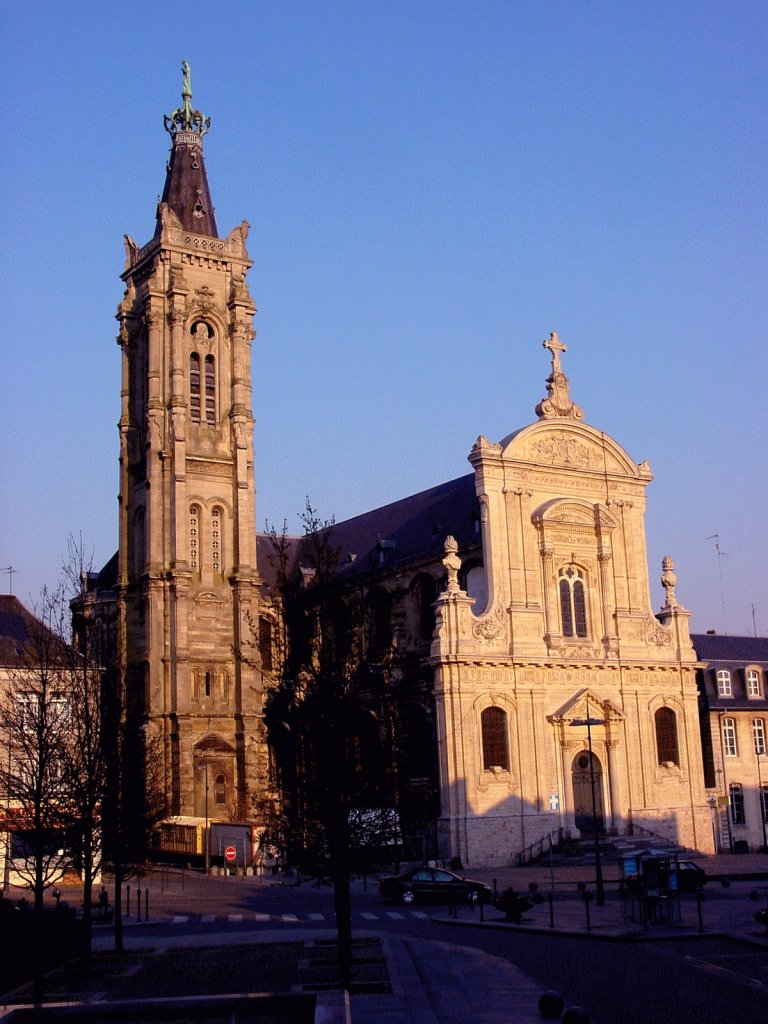
康布雷圣母院（法語：Cathédrale Notre Dame）